# شفيق الحلبي
شفيق أمين الحلبي (1892 - 18 فبراير 1978) قاضي وإداري لبناني. من بعقلين، تلقى علومه في المدرسة الداودية في عبيه، ثم في السوربون في فرنسا حيث بقي خمس سنوات فأحرز شهادة الدكتوراه في الحقوق، وعاد إلى لبنان قبل إعلان الحرب العالمية الأولى بشهر واحد، ثم عُيّن مستشاراً في محكمة الاستئناف في بيروت في 1919 ثم رئيساً لمحاكم الصلح، وفي 1920 عُيّن محامياً عاماً لمحكمة الاستئناف. كان مديراً عاماً للعدلية الدولة العلويين ثم عُيّن ناظراً للمعارف والفنون الجميلة في دولة لبنان الكبير خلفاً للأمير توفيق أرسلان سنة 1920. عُيّن محامياً في محكمة التمييز ثم رئيساً لها، ثم نائباً لرئيس مجلس شورى الدولة ثم رئيسا له. له جهود في تنظيم شؤون القضاء المذهبي الدرزي وفي أثناء الحرب العالمية الثانية عُيّن محافظاً لبيروت ورئيساً لبلديتها. 

## سيرته
ولد شفيق بن أمين بن محمد الحلبي سنة 1892 في بعقلين وتلقى علومه في المدرسة الداودية في عبيه، ثم في السوربون في فرنسا حيث بقي خمس سنوات فأحرز في نهايتها شهادة الدكتوراه في الحقوق، ورجع إلى لبنان قبل إعلان الحرب الكبرى بشهر واحد. «آرا هذا الشاب لم تعجب العثمانيين، فغضبوا عليه، وكان المجلس العرفي يتربص بالوطنيين الأحرار في عاليه، ففّر من وجه السلطة، حيث التقى رشيد بك نخله الذي كان فاراً مثله، فاقتسما المتاعب والمصاعب والمشقات وشظف العيش إلى أن وضعت الحرب أوزارها وانجاب شبح العثمانيين عن البلاد.»

عُيّن شفيق بك سنة 1919 مستشاراً في محكمة الاستئناف في بيروت، وقبل انتهاء السنة عُيّن رئيساً لمحاكم الصلح، ونائباً لرئيس لجنة الإيجارات. وفي 1920 عُيّن محامياً عاماً لمحكمة الاستئناف، ولما أنشئت دولة العلويين عُيّن مديراً عاماً للعدلية فيها وكلّف تنظيم القضاء هناك. ثم عُيّن ناظراً للمعارف والفنون الجميلة في دولة لبنان الكبير خلفاً للأمير توفيق أرسلان سنة 1920، لكنه ما لبث أن استقال لخلاف وقع بينه وبين المستشار الفرنسي «الذي حاول أن يتجاوز حدود صلاحياته.» فعُيّن محامياً في محكمة التمييز ثم رئيساً لهذه المحكمة، ثم نائباً لرئيس مجلس شوری الدولة، ثم أخيرا رئيسا لهذا المجلس. 

في سنة 1924 أنشئ مجلس لحل الخلافات في دار الانتداب الفرنسي برئاسة أمين سرّها العالم وعضويّة أربعة من كبار القضاة اللبنانيين، فكان شفيق بك واحداً منهم وبقي إلى أن حلّ المكتب بزوال الانتداب سنة 1943.

وله جهود في تنظيم شؤون القضاء المذهبي الدرزي عندما اكتشف في أثناء التحقيق الذي كان يقوم به في محكمة حاصبيا بمعاونة القاضي كامل بك مزهر النواقص والثغرات الموجودة في القوانين المذهبية، وعلى أثر ذلك صدر المرسوم رقم 3295 في 21 تشرين الأول 1938.

وفي أثناء الحرب العالمية الثانية نقلته الحكومة إلى الملاك الإداري وخبرته بين أن يكون وزيراً أو محافظاً لمدينة بيروت التي كانت تجتاز مرحلة صعبة وخصوصاً أنها كانت مسؤولة عن تأمين الإعاشة فاختار هذه الأخيرة، وعُيّن محافظاً لبيروت ورئيساً لبلديتها، فصدر قانون يجعلها بلدية ممتازة وتتمنع بكثير من الاستقلال في التصرف، وأعطى رئيسها صلاحيات استثنائية. فأعطى جهوده ازدهاراً للمدينة وضبطاً في شؤونها وفي ذلك الحين كانت القطيعة بين سوريا ولبنان تزيد من أزمات لبنان إبان الحرب، فذهب المحافظ إلى دمشق واستطاع أن ينهي تلك القطيعة. وتمكن من أن يؤمن باستمرار المواد الغذائية.

وعُيّن شفيق بك المستشار القانوني لمحصلة كهرباء لبنان، ثم أصبح عضواً في مجلس إدارتها إلى أن بلغ السن القانونية (70 سنة).

## وفاته
توفي في 18 شباط 1978 وجری له مأتم حافل في مسقط رأسه بعقلين. 

## الأوسمة
أحرز شفيق بك عدداً من الأوسمة أخصها وسام الاستحقاق اللبناني المذهب ووسام جوقة الشرف ووسام المعارف الفرسيين. 